# Prentice Hall
Prentice Hall ist ein Imprint der Pearson Education, Inc. mit Sitz in Upper Saddle River, New Jersey. Pearson Education gehört der britischen Pearson PLC.
Der ursprünglich eigenständige Verlag wurde 1913 von dem Rechtsprofessor Charles Gerstenberg und seinem Studenten Richard Ettinger gegründet. Der Name setzte sich zusammen aus den Geburtsnamen der Mütter von Gerstenberg und Ettinger. 1984 wurde Prentice Hall von Simon & Schuster übernommen und 1998 von dessen Mutterkonzern Viacom an Pearson versteigert.
Prentice Hall war der erste US-amerikanische Verlag für akademische Fach- und Lehrbücher, hat darüber hinaus aber immer auch sehr eigenwilligen und interessanten Autoren eine Plattform gegeben. So hat z. B. Jane Roberts ihre in den 1970er Jahren erfolgreichen Seth-Bücher teilweise bei Prentice Hall veröffentlicht.